# 邹志刚
邹志刚（1955年3月—），生于天津，籍贯山东黄县，中国材料学专家，从事能源与环境材料方面的研究。

## 生平
1982年毕业于天津大学，1986年取得该校硕士学位，1996年取得东京大学博士学位。担任南京大学教授。2015年当选中国科学院院士。